# Иоанну, Николас
Николас Иоанну (греч. Νικόλας Ιωάννου; 10 ноября 1995, Лимасол, Кипр) — кипрский футболист, защитник клуба «Комо» и сборной Кипра.

## Биография

### Клубная карьера
Воспитанник «Манчестер Юнайтед», в академии которого занимался с 11 лет. В 2014 году подписал трёхлетний контракт с клубом чемпионата Кипра АПОЭЛ. Дебютировал за команду 30 июля 2014 года в матче 3-го отборочного раунда Лиги чемпионов против финского клуба ХИК, в котором вышел на замену на 75-й минуте вместо Мариоса Антониадиса.

### Карьера в сборной
С 2014 года выступал за молодёжную сборную Кипра. 3 июня 2017 года дебютировал за основную сборную Кипра в товарищеском матче против сборной Португалии, в котором вышел на замену на 67-й минуте вместо Нектариоса Александру.

## Достижения

### Командные
АПОЭЛ
- Чемпион Кипра (4): 2014/2015, 2015/2016, 2016/2017, 2017/2018
- Обладатель Кубка Кипра (1): 2014/2015

### Личные
- Лучший молодой игрок чемпионата Кипра: 2016/2017[1]

## Семья
Его отец Димитрис Иоанну (р. 1968) — кипрский футболист и футбольный тренер. Выступал за сборную Кипра. Также есть брат, который также занимался футболом.